# ماريسا فيلد
ماريسا فيلد (10 يوليو 1987 في كندا - ) هي لاعب كرة طائرة كندا في مركز وسط ‏. لعبت مع نادي باناثينياكوس الرياضي وSV Sinsheim ‏.

## وصلات خارجية
- ماريسا فيلد على موقع الاتحاد الأوروبي (الإنجليزية)
- ماريسا فيلد على موقع عالم الكرة الطائرة (الإنجليزية)
- ماريسا فيلد على موقع Ligue Nationale de Volley (الفرنسية)